# Xbalché

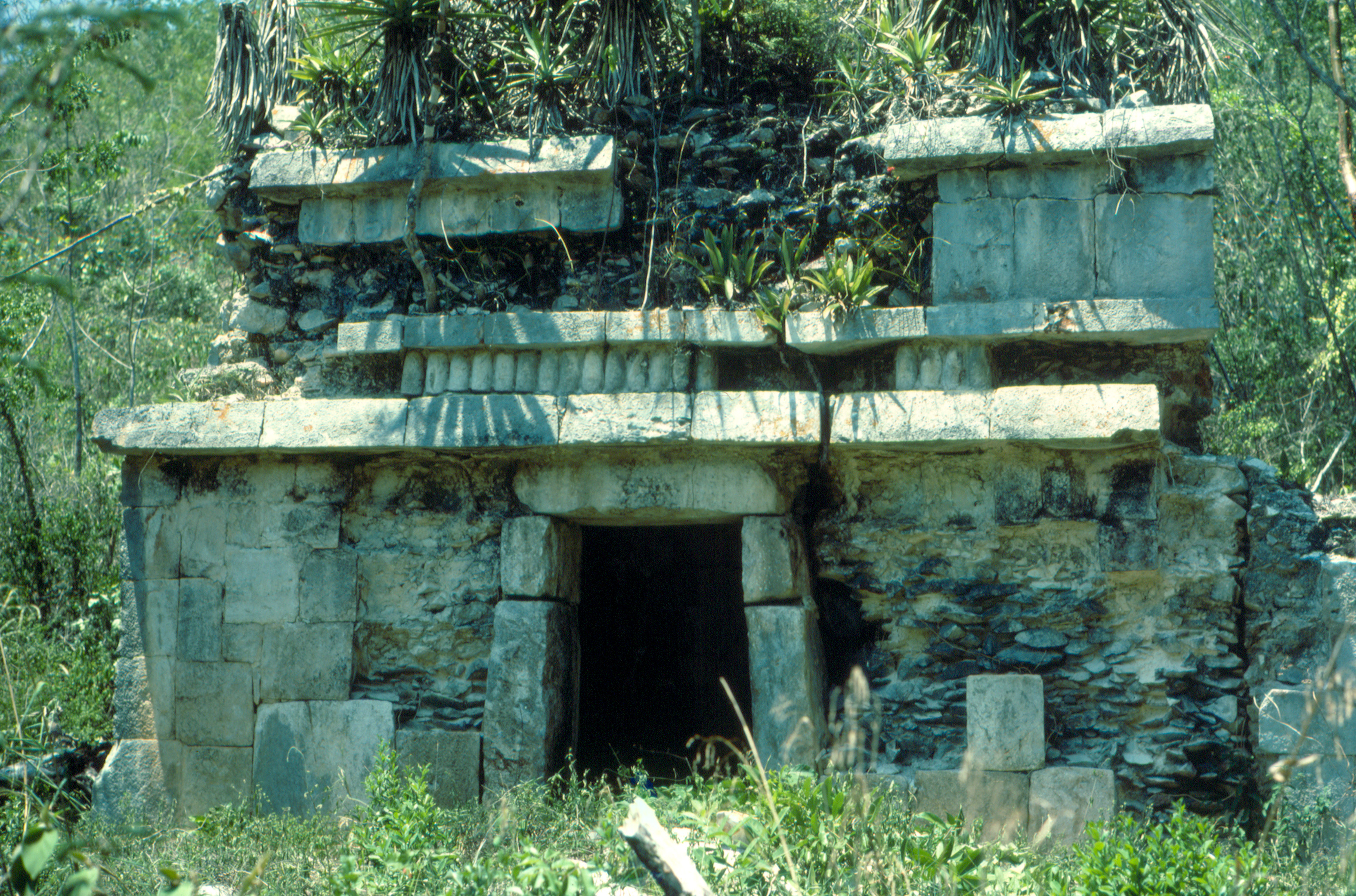
Bauwerk in Xbalché

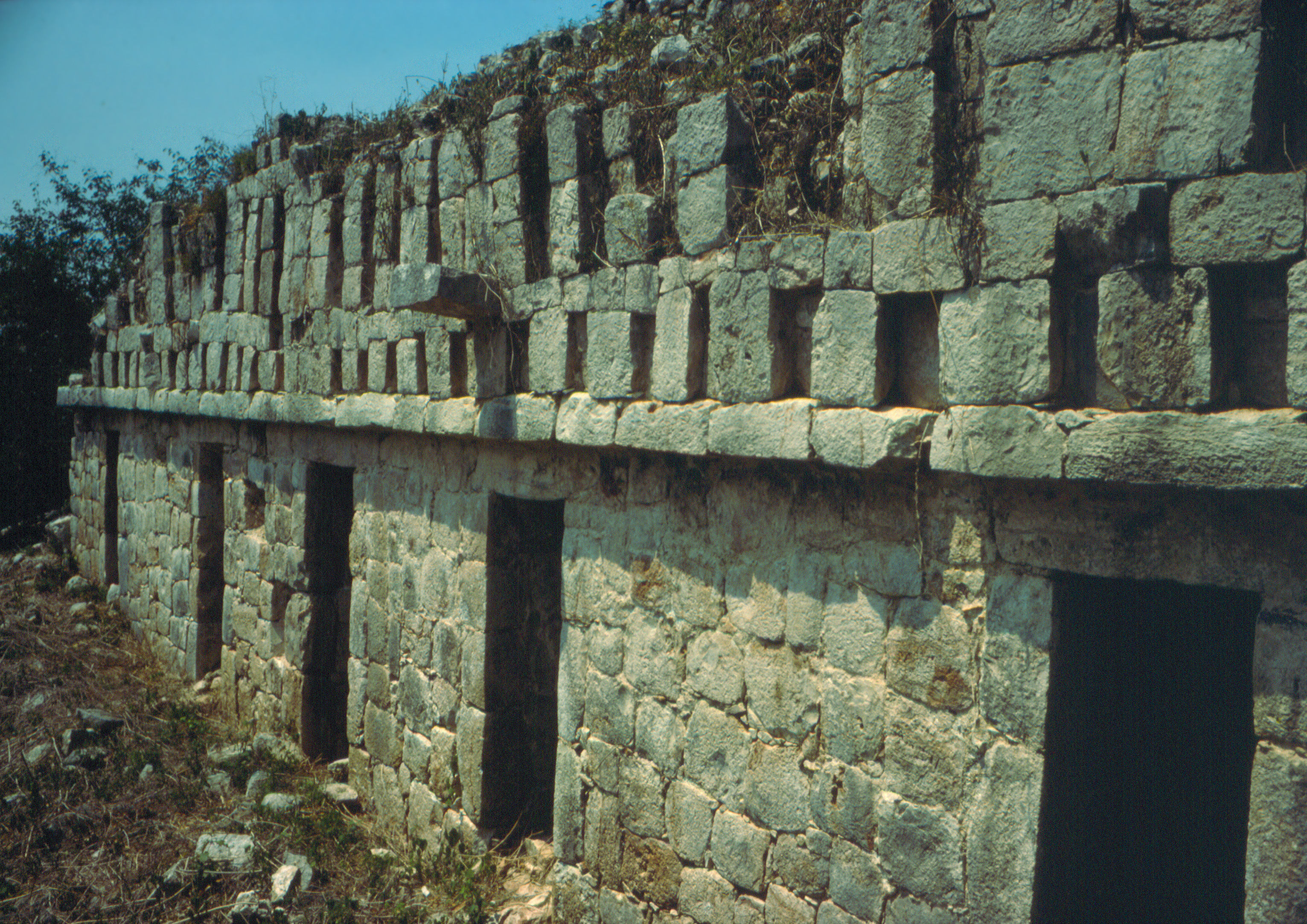
Palast in Xbalché

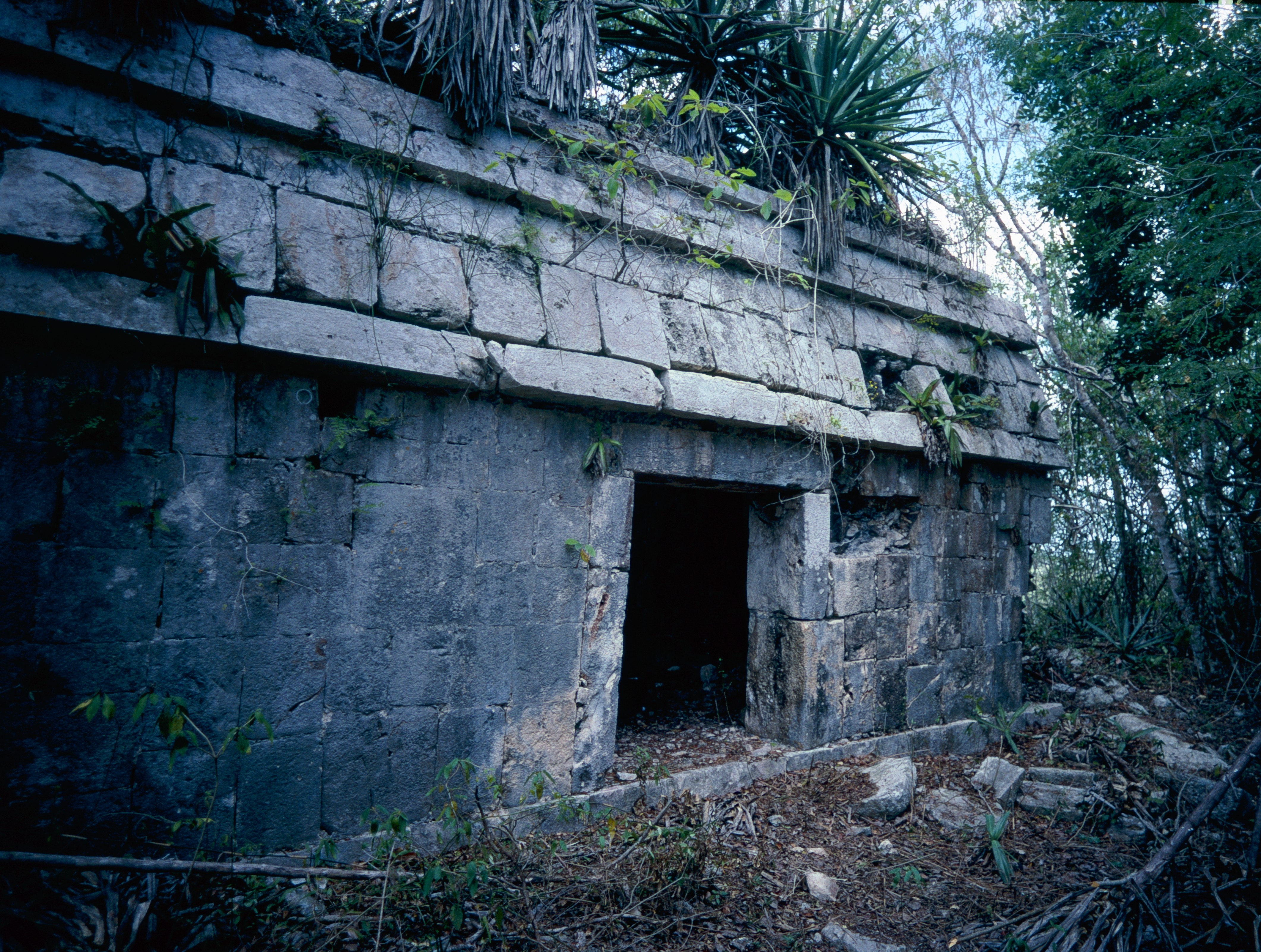
Palast in Xbalché

Xbalché, auch Balché, ist eine kleinere Maya-Stätte auf der mexikanischen Halbinsel Yucatán im gleichnamigen Bundesstaat.

## Lage
Die Maya-Stätte Xbalché liegt umgeben von Buschwald ca. 80 km südöstlich von Mérida, etwa auf halber Strecke zwischen den Orten Huhí und Sotuta in einer Höhe von etwa 12 m ü. d. M.

## Geschichte
Xbalché gehört zu den archäologischen Stätten der Puuc-Region. Der nur wenig ausgearbeitete Dachschmuck der im Erdgeschoss stets schmucklosen Bauten lässt auf eine frühe Entstehungszeit im 7. Jahrhundert schließen. Spätestens im 9. Jahrhundert, vielleicht auch schon früher, dürfte der Ort von seinen Bewohnern verlassen worden sein. 
Während der späten Postklassik jedoch war Balché möglicherweise wieder teilweise bewohnt und gehörte zum Cuchcabal Hocabá.

## Bauten
Die ca. 7 bekannten Palastbauten (palacios) sind gegenüber dem umgebenden Gelände nur wenig erhöht; einer zeigt eine Fassadengestaltung mit einfachen monolithischen Säulen und quadratischen Kämpfern. Eine Tempelpyramide ist nicht bekannt. 